# Udo Scheel
Udo Scheel (* 1940 in Wismar) ist ein deutscher Künstler.
Von 1959 bis 1964 studierte Scheel an der staatlichen Kunstakademie bei Gert Weber und Otto Coester sowie an der Hochschule für bildende Künste Hamburg. Von 1964 bis 1971 unterrichtete er an Gymnasien. 1971 wurde er Dozent für Malerei am Hochschulinstitut für Kunst- und Werkerziehung Mainz, heute: Kunsthochschule Mainz. 1976 war er Mitbegründer der Künstlergruppe Axiom. Von 1989 bis 1998 war er Vorsitz des Kuratoriums der Stipendienstätte Künstlerdorf Schöppingen.
1972 wurde er als Professor an das Institut für Kunsterzieher der staatlichen Kunstakademie Düsseldorf in Münster, seit 1986 Kunstakademie Münster, berufen, und leitete dieses bis 2005.

## Ausstellungen (Auswahl)
- Galerie Parnass/Wuppertal
- Kunsthalle Recklinghausen
- 2007 Kunstmuseum Gelsenkirchen[2]
- Museum für Moderne Kunst Minsk
- Museum Abtei Liesborn
- 2010 Zeughaus und KUNSTRAUM Sankt Georgen Wismar
- 2011 Grafikmuseum Stiftung Schreiner, Bad Steben[3][4]
- 2020 „GROSSE FAHRT - Malerei“, Sankt Georgen Wismar